# Hannibal (film 2001)
Hannibal – film fabularny z roku 2001 w reżyserii Ridleya Scotta, kontynuacja (sequel) Milczenia owiec Jonathana Demme’a.
Tak jak i w przypadku Milczenia owiec, scenariusz Hannibala oparto na książce Thomasa Harrisa.

## Obsada
- Anthony Hopkins – dr Hannibal Lecter
- Julianne Moore – Clarice Starling
- Giancarlo Giannini – Rinaldo Pazzi
- Gary Oldman – Mason Verger
- Ray Liotta – Paul Krendler
- Ivano Marescotti – Carlo Deogracias
- Spike Jonze – Donnie Barber
- Francesca Neri – Allegra Pazzi
- niewymienieni w czołówce:
  - Gano Grills – Red Scarf Gang Banger
  - Douglas Crosby – tajny agent DEA
  - Robert Randolph Caton – biznesmen

## Fabuła
Doktor Hannibal Lecter (Anthony Hopkins) po ucieczce ze szpitala psychiatrycznego osiadł we Florencji, gdzie został kustoszem w muzeum. Wiedzie spokojne, wysmakowane życie. Agentka FBI Clarice Starling (Julianne Moore), która przeżywa załamanie nerwowe po nieudanej akcji, otrzymuje pewnego dnia list od doktora. Z nową energią zaczyna go szukać. Szuka go także Mason Verger, jeden z nielicznych ludzi, którzy przeżyli atak Hannibala. Tożsamość doktora odkrywa florencki komisarz policji Pazzi, jednak na swoje nieszczęście nie upublicznia tego, tylko próbuje wykorzystać dla własnych korzyści. 
Film ten różni się nieco od swojego poprzednika. Nie ma tu śledztwa w sprawie masowych morderstw, a film skupia się na osobie Hannibala Lectera, który jest tu przedstawiony głównie jako elegant, geniusz, smakosz, dżentelmen i erudyta.
Zygmunt Kałużyński uważał, że finał filmu jest jednym z najbardziej zdumiewających w kinie.

## Różnice w stosunku do książki
W kilku aspektach film różni się od książki, na podstawie której powstał. Nie ma w nim ani słowa o przeszłości doktora Lectera, podczas gdy w książce czytamy sporo o jego dzieciństwie i traumatycznych przeżyciach z czasów wojny (wątek rozwinięty później w prequelu – książce i filmie – Hannibal. Po drugiej stronie maski). Również późniejsze losy bohatera, przebiegły odmiennie, niż miało to miejsce w książce.
W filmie brakuje kilku drugoplanowych bohaterów: siostry Vergera, Margot, pielęgniarza Barneya, agenta Jacka Crawforda, Ardelii Mapp. Inaczej przedstawiono śmierć Masona Vergera, inaczej wygląda także zakończenie – finał relacji między Lecterem i Starling.